# Mixed Up
Albums de The Cure
Entreat
(1990) Wish
(1992)
Singles
1. Never Enough
Sortie : 17 septembre 1990[2]
2. Close to Me (Closer Mix)
Sortie : 16 octobre 1990[3]
3. A Forest (Tree Mix) (en France seulement)
Sortie : 6 décembre 1990[4]

Mixed Up est une compilation de remixes du groupe rock britannique The Cure sortie le 20 novembre 1990.
Un bon nombre des remixes étaient déjà sortis sur des maxis 45 tours (tous les Extended Mix, y compris le Extended Dub Mix de Pictures of You connu précédemment comme Strange Mix ). Les autres ont été réalisés pour cet album Mixed Up. Les titres The Walk et A Forest sont même réenregistrés avant d'être remixés, les bandes avec les enregistrements originaux ayant été perdues.
Un nouveau titre clôt le disque, Never Enough, présenté ici dans sa version longue (Big Mix). Il était déjà sorti en single en septembre 1990.
Le 21 avril 2018, à l'occasion du Record Store Day, Mixed Up ressort en version remastérisée au format double vinyle.
Le 22 juin 2018 une édition Deluxe est publiée sous la forme d'un triple CD intégrant l'album de remixes Torn Down sorti lui aussi en vinyle le 21 avril 2018

## Liste des titres

### Édition originale 1990
| No  | Titre                                                                                 | Durée |
| --- | ------------------------------------------------------------------------------------- | ----- |
| 1.  | Lullaby (Extended Mix)                                                                | 7:43  |
| 2.  | Close to Me (Closer Mix)                                                              | 5:44  |
| 3.  | Fascination Street (Extended Mix)                                                     | 8:47  |
| 4.  | The Walk (Everything Mix)                                                             | 5:27  |
| 5.  | Lovesong (Extended Mix)                                                               | 6:19  |
| 6.  | A Forest (Tree Mix)                                                                   | 6:55  |
| 7.  | Pictures of You (Extended Dub Mix)                                                    | 6:41  |
| 8.  | Hot Hot Hot!!! (Extended Mix)                                                         | 7:01  |
| 9.  | Why Can't I Be You? (Extended Mix - Uniquement sur les formats 33 tours et cassette-) | 8:07  |
| 10. | The Caterpillar (Flicker Mix)                                                         | 5:40  |
| 11. | In Between Days (Shiver Mix)                                                          | 6:22  |
| 12. | Never Enough (Big Mix)                                                                | 6:07  |

### Édition Deluxe 2018
CD 1
Liste identique à l'édition originale
CD 2 : Remixes 1982-1990 : Mixed Up Extras 2018
| No  | Titre                                    | Durée |
| --- | ---------------------------------------- | ----- |
| 1.  | Let's Go To Bed (Extended Mix 1982)      | 7:44  |
| 2.  | Just One Kiss (Extended Mix 1982)        | 7:15  |
| 3.  | Close to Me (Extended Mix 1985)          | 6:31  |
| 4.  | Boys Don't Cry (New Voice Club Mix 1986) | 5:29  |
| 5.  | Why Can't I Be You? (Extended Mix 1987)  | 8:07  |
| 6.  | A Japanese Dream (12" Remix 1987)        | 5:47  |
| 7.  | Pictures of You (Extended Version 1990)  | 8:06  |
| 8.  | Let's Go To Bed (Milk Mix 1990)          | 7:13  |
| 9.  | Just Like Heaven (Dizzy Mix 1990)        | 3:42  |
| 10. | Primary (Red Mix 1990)                   | 7:10  |
| 11. | The Lovecats (TC & Benny Mix 1990)       | 4:39  |

CD 3 : Torn Down : Mixed Up Extras 2018
| No  | Titre                                                  | Durée |
| --- | ------------------------------------------------------ | ----- |
| 1.  | Three Imaginary Boys (Help Me Mix)                     | 3:21  |
| 2.  | M (Attack Mix)                                         | 3:07  |
| 3.  | The Drowning Man (Bright Birds Mix)                    | 4:29  |
| 4.  | A Strange Day (Drowning Waves Mix)                     | 5:05  |
| 5.  | Just One Kiss (Remember Mix)                           | 4:57  |
| 6.  | Shake Dog Shake (New Blood Mix)                        | 5:11  |
| 7.  | A Night Like This (Hello Goodbye Mix)                  | 4:24  |
| 8.  | Like Cockatoos (Lonely in the Rain Mix)                | 3:49  |
| 9.  | Plainsong (Edge of the World Mix)                      | 4:33  |
| 10. | Never Enough (Time to Kill Mix)                        | 3:34  |
| 11. | From the Edge of the Deep Green Sea (Love in Vain Mix) | 6:21  |
| 12. | Want (Time Mix)                                        | 4:44  |
| 13. | The Last Day of Summer (31st August Mix)               | 5:44  |
| 14. | Cut Here (If Only Mix)                                 | 4:25  |
| 15. | Lost (Found Mix)                                       | 3:59  |
| 16. | It's Over (Whisper Mix)                                | 4:54  |

## Classements hebdomadaires
| Classement (1990)             | Meilleure place |
| ----------------------------- | --------------- |
| Allemagne (Media Control AG)  | 19              |
| Australie (ARIA)              | 12              |
| Autriche (Ö3 Austria Top 40)  | 24              |
| Canada (RPM Top Albums)       | 29              |
| États-Unis (Billboard 200)    | 14              |
| France (IFOP)                 | 7               |
| Nouvelle-Zélande (RIANZ)      | 16              |
| Pays-Bas (Mega Album Top 100) | 51              |
| Royaume-Uni (UK Albums Chart) | 8               |
| Suède (Sverigetopplistan)     | 31              |
| Suisse (Schweizer Hitparade)  | 26              |

| Classement (2018)             | Meilleure place |
| ----------------------------- | --------------- |
| Allemagne (Media Control AG)  | 18              |
| Autriche (Ö3 Austria Top 40)  | 36              |
| Belgique (Flandre Ultratop)   | 35              |
| Belgique (Wallonie Ultratop)  | 36              |
| Écosse (OCC)                  | 9               |
| Espagne (Promusicae)          | 87              |
| États-Unis (Billboard 200)    | 177             |
| France (SNEP)                 | 22              |
| Italie (FIMI)                 | 72              |
| Royaume-Uni (UK Albums Chart) | 16              |
| Suisse (Schweizer Hitparade)  | 37              |

## Certifications
| Pays              | Certifications | Date       | Unités certifiées |
| ----------------- | -------------- | ---------- | ----------------- |
| Australie (ARIA)  | Or             | 1990       | 35 000            |
| États-Unis (RIAA) | Platine        | 11/08/1992 | 1 000 000         |
| France (SNEP)     | Or             | 1990       | 100 000           |
| Royaume-Uni (BPI) | Or             | 26/11/1990 | 100 000           |